# YUKKE
YUKKE（ユッケ、本名：福野優介（ふくの ゆうすけ）1979年11月5日 - ）は、日本のロックバンド・ムックのベーシスト。茨城県石岡市出身。愛称は輸血・ゆけたん等。

## 概要
茨城県立小川高等学校卒業。前ベースHIROの脱退後、幼馴染であったミヤの誘いでムックに加入。
自身が作詞した楽曲は「心色」のみだったが、2013年9月にリリースされたシングル「HALO」のc/w「Monroe」(通常盤収録)で約7年ぶりに作詞を担当した。
プレイスタイルは指弾きが多い。使用ベースはMOON等。5弦ベースを多用する。シングル曲「ファズ」や「フリージア」ではウッドベースも使用。レーベル移籍後はSugiなどを使用している。
デビュー当時から金髪のキノコ頭が特徴的だった。「志恩」以降は少しずつ髪形が変化している。

## 人物
- 金髪キノコカットにしたことはメンバーにも秘密にしていたため、その髪型にしたときはメンバー全員に二度見される。その際、「(バンドのために)私生活は捨てた」と豪語していた。
- 実家で「チャイ君」という名の猫を飼っている。
- 基本的に弄られキャラ。初対面の逹瑯にプロレス技をかけられたことがある。
- ムックに加入する前は、ムックのライブを録画したり照明を操作したりするローディーのような役割をしていた。
- ミヤからムックへの誘いを受けた時は、友人からの遊びの誘いも断ってベースの練習に没頭していたという。 部屋を真っ暗にしてJUDY AND MARYなどを練習したと語っている。
- バンドマンの友人と共に「土星の輪」というサッカーチームを結成している(チーム名の名付け親は逹瑯)。メンバーにはシドのゆうや等。
- メンバー公式の「アメブロ」ではほぼYUKKEが更新している。有料公式サイトでは「輸血日記」を書いている。ブログなどでは不思議な世界観であるが、唯一の常識人と見受けられる。
- 3人兄弟の一番上で長男。少し歳が離れた妹と弟がいる。有料公式サイトのブログにて妹が成人式だった事を発表したりと兄弟仲は良いが、妹や弟にややバカにされている様子。
- 地元の祭りに積極的に参加していた。しかし同級生の女性に「ライブ中に墨吐いたりして頑張っている」と他のバンドと勘違いされながら褒められ、否定するのも失礼だと思い、認めた旨をブログに書いていた。
- ファンとの交流会の温泉旅行では毎回酔っ払い過ぎて記憶がない。